# 托爾圖格羅潟湖
18°27′48″N 66°26′29″W / 18.46333°N 66.44139°W
托爾圖格羅潟湖是波多黎各的潟湖，位於該島北部下維加和馬納蒂之間，面積2.4平方公里，蓄水量10.35立方公里，是島上兩座天然水庫之一。

## 外部連結
- Laguna Tortuguero （页面存档备份，存于） in PR-Frogui.com
- in Manatí.info